# LXQt
LXQt (Lightweight X11 Qt) este un spațiu de lucru sau mediu desktop bazat pe Qt, rezultatul combinației a două proiecte, Razor-qt și LXDE. Versiunea actuală 0.12, a fost lansată la 21 octombrie 2017.

## Versiuni
- 0.7.0 - 07 mai 2014
- 0.8.0 - 13 octombrie 2014, compatibilitate completă cu Qt 5
- 0.9 - 08 februarie 2015
- 0.10 - 02 noiembrie 2015
- 0.11 - 24 septembrie 2016, cu multe îmbunătățiri în performanțe și corecțiile de erori.
- 0.12 - 21 octombrie 2017, versiune actuală.[1]

## Distribuții cu LXQt
LXQt este disponibil pe distribuții majore GNU/Linux, printre care:
- ALT Linux
- Arch Linux
- Chakra
- Debian (preinstalat în unele distribuții bazate pe Debian)
- Fedora
- Gentoo
- Lubuntu (va fi preinstalat în versiunea 18.10, înlocuind LXDE)
- Mageia
- Manjaro
- OpenMandriva
- Redcore Linux - implicit
- ROSA Linux
- openSUSE[2]

## Componente software
- qterminal
- QupZilla
- sddm
- lximage-qt
- lxmenu-data
- lxqt-about
- lxqt-admin
- lxqt-common
- lxqt-config
- lxqt-globalkeys
- lxqt-notificationd
- lxqt-openssh-askpass
- lxqt-panel
- lxqt-policykit
- lxqt-powermanagement
- lxqt-qtplugin
- lxqt-runner
- lxqt-session
- lxqt-sudo
- menu-cache
- obconf-qt - utilitar pentru configurare Openbox, scris în Qt
- compton-conf
- pcmanfm-qt  - manager de fișiere
- qt-gtk-engine[3]